# Christian Hoecken
Christian Hoecken, né le 28 février 1808 à Tilbourg, Royaume de Hollande, et mort du choléra le 19 juin 1851 aux environs de Council Bluffs, aux États-Unis, était un prêtre jésuite néerlandais au temps de la Conquête de l'Ouest des États-Unis au XIXe siècle. Il est le fondateur de l'importante Mission Sainte-Marie de Sugar Creek, où il a œuvré.

## Biographie
Frère d'Adrian Hoecken, et de 17 ans son aîné, Christian est né à Tilbourg dans le Brabant-Septentrional en 1808, il est mort en 1851 sur le fleuve Missouri. Il avait fait des études de médecine, ce qui l'amena à jouer le rôle de docteur auprès des tribus indiennes. Il était réputé aussi pour avoir "instillé l'amour de l'agriculture". Il est le plus jeune parmi les premiers missionnaires qui rejoignent la Mission jésuite aux États-Unis.
Christian Hoecken est l'un des fondateurs à la fin de l'année 1836 de la Mission jésuite de Kickapoo, installée à Salt Creek, entre deux villages indiens, à un mile et demi à l'ouest du Missouri et cinq miles de Fort Leavenworth (l'actuel Kansas City), où viennent le rejoindre trois autres missionnaires Andrea Mazzella, Edmund Barry et George Miles. Fin 1836, l'école et un bâtiment de deux étages sont construits et le 23 mars 1837, la 'Commission des Affaires Indiennes' signale au Charles Van Quickenborne que les 500 dollars sont versés.
Dans une lettre il décrit sa première expédition avec le père Charles Van Quickenborne dans les Grandes Plaines, en particulier le paysage, comme une mer, avec de l'herbe à perte de vue et quantité de cerfs et de chamois. 
En 1837, après le décès du père Van Quickenborne, Christian Hoecken lui succède comme responsable de la Mission Saint-Stanislaus sur la Rivière Osage, où il donne des leçons d'agriculture. À la fin de l'année 1837, il est appelé par Nesswawke, chef d'une tribu de 150 indiens Potawatomis déplacés de Wabash River dans l'Indiana vers le sud-est du Kansas. En effectuant huit jours de marche à pied, il les rejoint en janvier 1838 dans le Comté de Miami, reste deux semaines et demie, pour le mariage des deux filles du chef, puis revient en mai et octobre. Lorsqu'il revient en mai, le jésuite Pierre Verhaegen a fondé la Mission jésuite Saint-Joseph de Council Bluffs. 
En mars 1839, il est le fondateur de la Mission Sainte-Marie de Sugar Creek, à 80 km au sud de l'actuelle ville de Kansas City, dans l'actuel État du Kansas. Puis il visite les Ottawas, dont il baptise le chef, puis les Sioux, Gros Ventres, Ricarees, Mandans, et Assiniboins. Il baptise 400 personnes de cette dernière tribu. 
En septembre 1841, il quitte la Mission jésuite Saint-Joseph de Council Bluffs, dans le Nebraska, avec Félix Verreydt, un jésuite belge pour revenir à Mission Sainte-Marie de Sugar Creek. De là, Christian Hoecken continuera à visiter les indiens Potawatomis du Kansas et plus généralement les tribus indiennes du Haut-Missouri. En 1843, il est dans les Montagnes Rocheuses au sein d'une des grandes expéditions du père jésuite Pierre-Jean De Smet, à la Mission jésuite Saint Ignace de l'Idaho, parmi les indiens Têtes-Plates. Il bâtit une église, à trente miles de l'embouchure de la Clark River, et convertit la plus grande partie de la tribu, grâce à ses compétences en agriculture, puis visite celles des Zingomenes. En 1845, il accompagna les hommes d'une tribu qui l'héberge dans une chasse de plus de trois semaines
Une lettre du 15 juillet 1851 informe qu'il "devait accompagner le père Pierre-Jean De Smet aux Montagnes Rocheuses" et qu'ils partirent "le 7 juin, et après avoir fait à peu près 500 milles, le choléra éclata à bord du vaisseau qui les portait. L'épidémie emporta en peu de jours treize personnes". Christian Hoecken, 43 ans, qui, "jour et nuit, soignait les malades et leur donnait tous les secours corporels et spirituels, en fut atteint, et malheureusement il succomba le 19 juin", victime de son dévouement auprès des malades.